# Frauenseer Forst

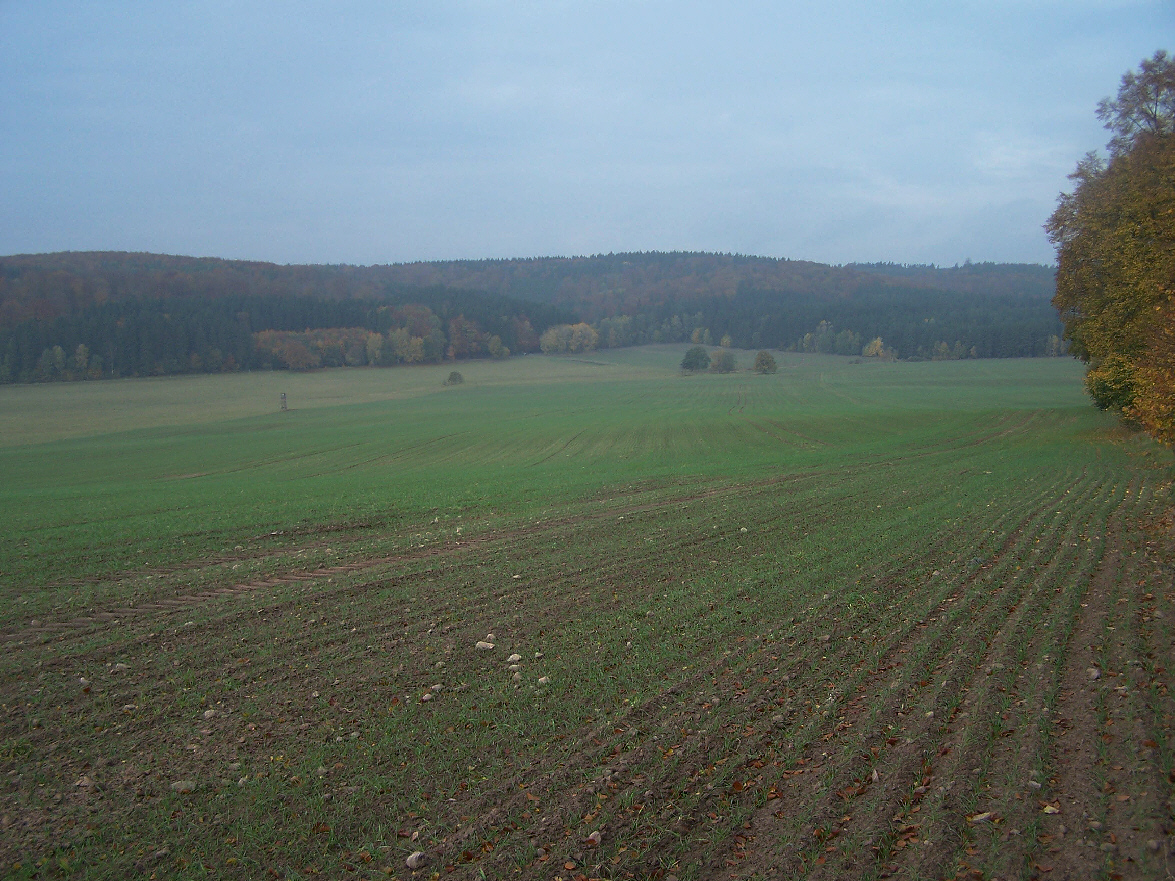
Rodungsinsel bei Frauensee

Der Frauenseer Forst ist ein Mischwaldgebiet im Westen des Wartburgkreises in Thüringen. Die Bewirtschaftung – überwiegend Staatswald – erfolgt heute durch die Forstämter Marksuhl und Bad Salzungen.

## Lage
Der Frauenseer Forst befindet sich 
zwischen den Orten Vacha im Südwesten, Berka/Werra im Nordwesten, Marksuhl im Nordosten und Unterrohn im Südosten. Der Wald erstreckt sich zehn Kilometer in Nord-Süd und etwa zwölf Kilometer in Ost-West-Richtung. Höchste Erhebungen sind der Lehnberg mit der Forsthütte Lehnhaus (447,4 m ü. NN) und Hohe Wart (400,1 m ü. NN).

## Gewässer
Im Frauenseer Forst entspringen mehrere Bäche und Flüsse die zum Einzugsgebiet der Werra gehören. Die Region ist reich an Erdfallseen und Dolinen, zu ihnen gehören der sagenumwobene Hautsee bei Dönges, der Albertsee und der ursprünglich aus zwei isolierten Teilen bestehende Frauensee. Etwa 50 Teiche und die Talsperre Ettenhausen befinden sich ebenfalls im Einzugsgebiet des Frauenseer Forstes.

## Wirtschaft
Der Frauenseer Forst war über vier Jahrhunderte von Forstwirtschaft und Jagd geprägt. Es war nach der Säkularisation des Klosters Frauensee ein Jagdgebiet der Landgrafen von Hessen, die das Waldgebiet auch für die Holzversorgung der Landeshauptstadt Kassel nutzten und zu diesem Zweck die Flößerholzstraße im Richelsdorfer Gebirge anlegten.
Um 1800 war der Wald weitgehend abgeholzt, die Wiederaufforstung des als Heide beschriebenen Waldgebietes (z. B. um die Springer Höhe) erfolgte nur zögerlich. 1815 ging das Amt Frauensee und damit der Frauenseer Forst an das Großherzogtum Sachsen-Weimar-Eisenach über. Die 1830 in Eisenach gegründete 
Großherzoglich-Sächsische Forstlehranstalt Eisenach wurde mit einem Wiederaufforstungsprogramm betraut, es wurden um Frauensee und Marksuhl in dieser Zeit überwiegend Kiefer und Fichten angepflanzt.
Mit dem Aufbau der Kaliindustrie im Werrarevier entstand ein riesiges Rohrleitungsnetz, das die bei der Kaliproduktion entstehenden salzhaltigen Abwässer und Laugen in Untergrundspeicher verteilte, davon gab es laut amtlicher Karte im Frauenseer Forst und im Horschlitter Becken etwa 50 Untergrundspeicher.

## Naturschutz
Das Naturschutzgebiet Dolinenhänge befindet sich nordwestlich der Ortslage und hat eine Gesamtfläche von 75,25 Hektar. Es wurde am 9. Dezember 1996 ausgewiesen.

## Tourismus
Der Natur- und Heimatverein Frauensee e. V. wurde 1991 gegründet. Die etwa 30 Mitglieder betreuen das Heimatmuseum im Schloss und das ausgedehnte Wanderwegenetz im Frauenseer Forst rings um den Ort. Der ökumenische Wanderweg St. Jacobus und der Lulluspfad als zwei überregionale Wege berühren Frauensee. Dem Jagdsport frönt die Jagdgenossenschaft Hallalli Frauensee – sie betreut in der Gemarkung Frauensee ein 1510 Hektar großes Jagdgebiet.